# French manicure

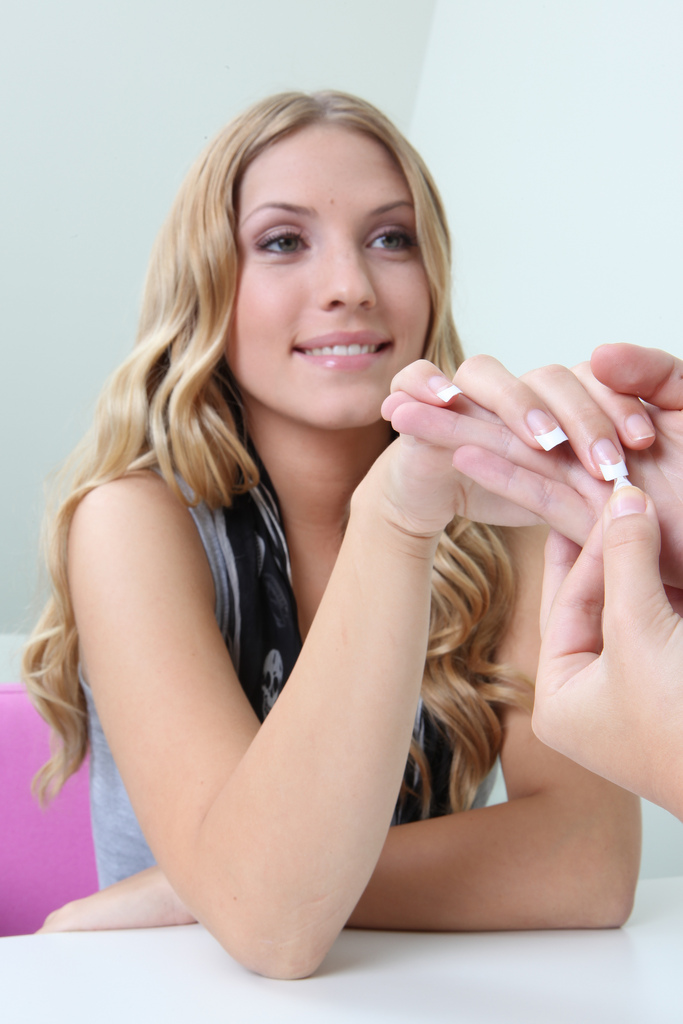
Een French manicure behandeling met kunstnagels

French manicure is een manier van het verfraaien van nagels, waarbij de toppen van de nagels wit worden gemaakt, en de onderste gedeelten een roze of natuurlijke kleur krijgen. Ook wordt wel de onderzijde van de nagel wit gemaakt met een wit potlood, terwijl de bovenzijde geheel wordt gelakt in een zachte transparante kleur.
De French manicure stamt al uit de middeleeuwen. Er was een groot onderscheid tussen rijk en arm en de rijken lieten dit ook zien. De arme arbeider werkte de hele dag buiten in de zon waardoor zij een zongebruinde huid hadden, door het werk hadden ze ruwe handen met zwarte randen onder de nagels. Om te laten zien dat men van stand was meed men de zon, waardoor de rijken een witte/bleke huid hadden, dit werd veelal nog een beetje geholpen door uiteenlopende (soms levensgevaarlijke) smeerseltjes. Om de handen en nagels er schoon uit te laten zien werden de nagels over een blok kalk gehaald, hierdoor leken de nagels spierwit.
De manier van manicure zoals we het nu kennen werd naargelang de bron ofwel geïntroduceerd door Jeff Pink van het merk Orly dat nagelartikelen levert om actrices in de Amerikaanse films van de jaren '70 een nagellook aan te meten zonder dat deze elke keer moet veranderd worden met elke nieuwe outfit, ofwel door Max Factor die de French manicure introduceerde op de Franse catwalks om de aandacht van de bezoekers op de kleding van de modellen te vestigen in plaats van felle kunstwerken op de nagels die de aandacht afleiden van waar de modeshow om draaide. De techniek kreeg de naam French manicure in 1976.
Het effect kan ook verkregen worden door de toepassing van kunstnagels.